# BSA W33-7
La BSA W33-7 était une moto britannique fabriquée par BSA dans leur usine de Small Heath à Birmingham en 1933. 

## Développement
La BSA W33-7 était un moto monocylindre quatre temps de 499 cm3 à soupape en tête. Le cadre duplex intégral avait en standard des fixations pour un side-car. Le réservoir de carburant était chromé avec des panneaux latéraux verts. Les interrupteurs électriques 6 volts et l'ampèremètre étaient montés au centre du réservoir de carburant.
Produite uniquement en 1933, elle a été remplacée la même année par la W33-8 Blue Star.